# Take 2 (singolo)
Take 2 è un singolo del rapper italiano Shiva, pubblicato il 9 luglio 2020.

## Descrizione
Prodotto da Adam11, Take 2 è stato pubblicato poco più di una settimana dopo Take 1, e riprende il freestyle omonimo.

## Tracce
Testi di Andrea Arrigoni, musiche di Adam11.
1. Take 2 – 3:02

## Classifiche
| Classifica (2020) | Posizione massima |
| ----------------- | ----------------- |
| Italia            | 82                |